# Marta Sanz-Solé
Marta Sanz-Solé  (Sabadell, 19 de janeiro de 1952) é uma matemática catalã, especialista em teoria da probabilidade. Obteve um doutorado em 1978 na Universidade de Barcelona, orientada por David Nualart.

## Carreira
Sanz-Solé é professora da Universidade de Barcelona (UB) e chefe do grupo de pesquisa sobre processos estocásticos. Antes de assumir seu cargo na UB foi professora associada na Universidade Autônoma de Barcelona. Foi decana da Faculdade de Matemática da UB de 1993 a 1996, e vice-presidente da Divisão de Ciências Experimentais e Matemática de 2000 a 2003. Em maio de 2015 foi nomeada presidente do Comitê Científico da Escola de Pós-Graduação em Matemática (BGSMath).

## Reconhecimento
Em janeiro de 2019 tornou-se membro numerário da Real Academia de Ciencias y Artes de Barcelona.